# Луї Ганьє
Луї Ганьє (фр. Louis Gasnier; 1875—1963) — французький режисер, сценарист.

## Біографія
Народився у Парижі. Працював у театрі, коли Шарль Пате найняв його знімати фільми. Ганьє режисирував багато ранніх комедій Макса Ліндера.
У 1912 році він емігрував до США, де працює і як продюсер і керує студією в Баунд Брук (штат Нью-Джерсі). У 1914 році приступив до зйомок фільму «Пригоди Елен» за участю Пірл Уайт.
З появою звуку кар'єра Ганьє пішла на спад. Найвідоміший його фільм цього періоду, хоч і не з художніх причин, «Цнотливий гріх», знятий у 1936 році.
Після фільму «Цнотливий гріх», Ганьє зняв ще вісім фільмів до виходу на пенсію в 1941 році. Він помер у Голлівуді у віці 87 років.

## Фільмографія
- 1926 — Це модель з Парижа